# 간이 부엌

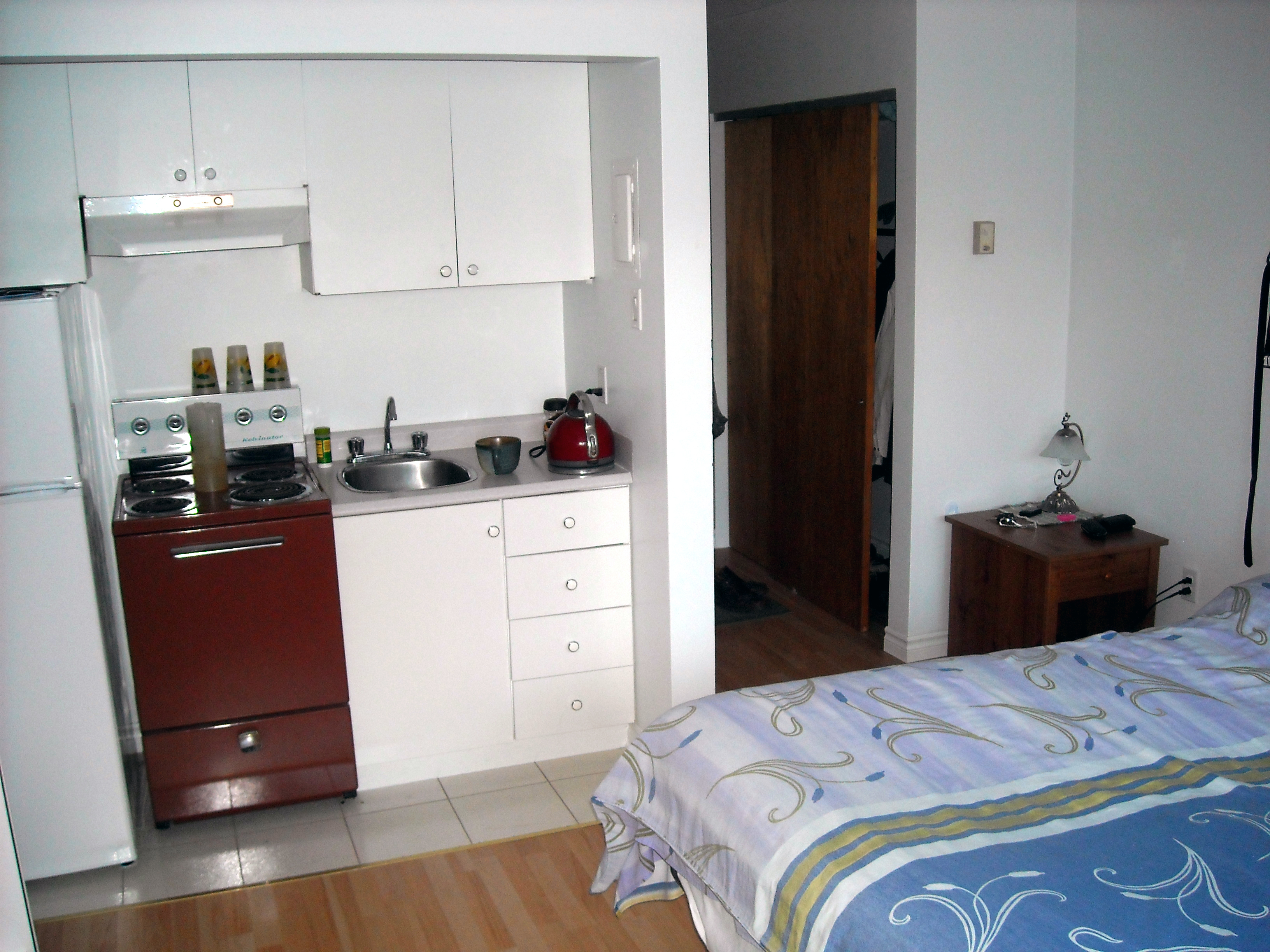
캐나다 셰르브루크의 간이 부엌

간이 부엌(kitchenette)은 일반적으로 냉장고와 전자 레인지 등의 가전 제품이 포함된 작은 조리용 공간이다. 호텔과 모텔의 객실, 원룸 주택, 대학 기숙사, 사무실 건물 등에서 간이 부엌은 작은 크기의 냉장고, 전자 레인지 등으로 구성되어 있으며, 몇몇 곳에는 싱크대가 포함되어 있기도 한다. 뉴욕시의 건축법은 간이 부엌을 바닥 면적이 7.4 m2 미만인 주방으로 정의한다.

## 호텔과 모텔의 간이 부엌
호텔과 모텔 객실에는 일반적으로 간이 부엌이 포함되어 있다. 호텔, 모텔 객실의 간이 부엌에는 커피메이커와 미니바(술 냉장고)가 포함되기도 한다. 일부 호텔의 간이 부엌에 있는 냉장고 안에는 손님이 냉장고 내용물(탄산 음료, 맥주 및 주류 등)을 섭취했는지 확인하고 요금을 청구하기 위한 센서가 부착되어 있기도 하다.